# Kukersyt

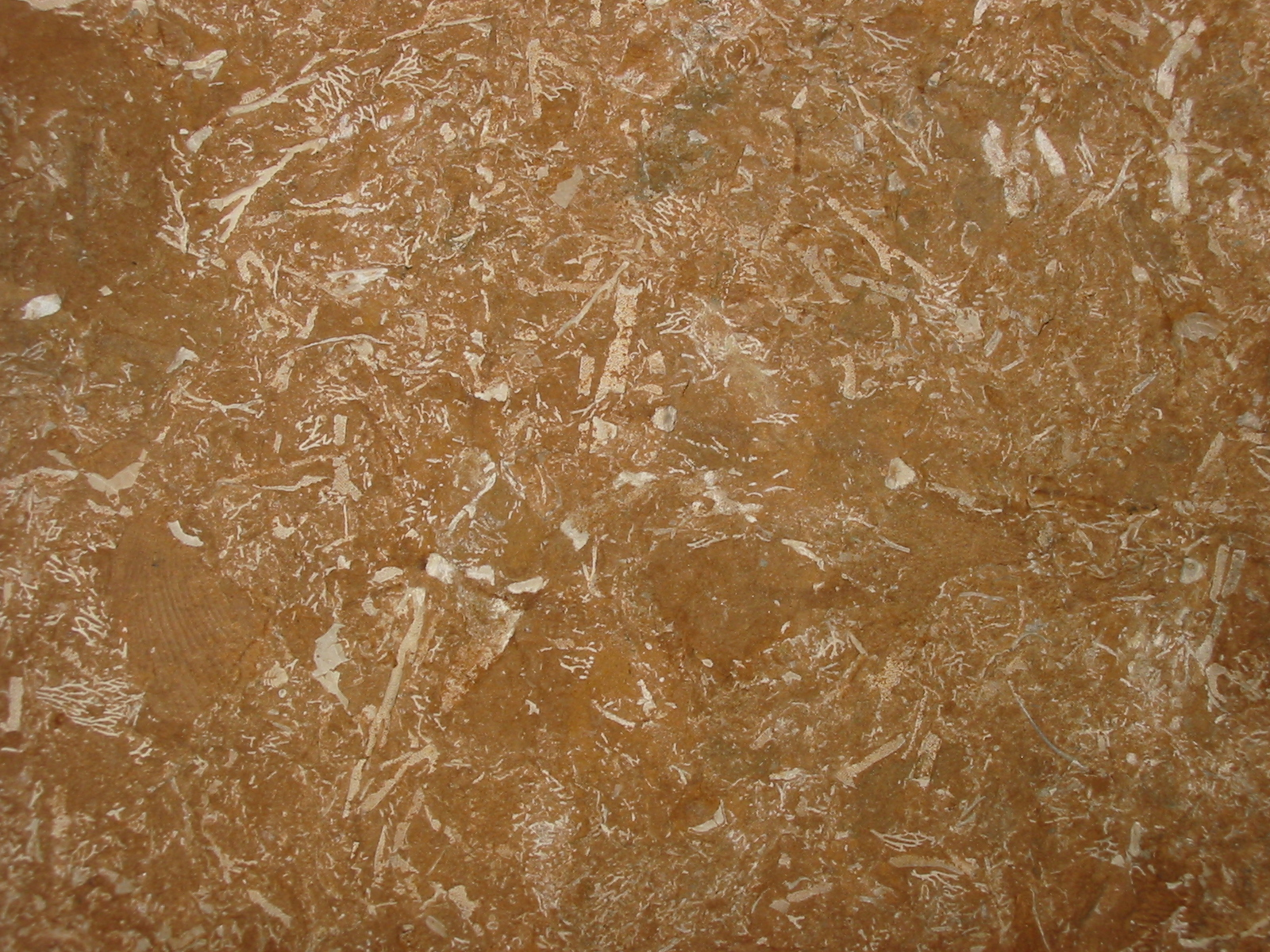
Kukersyt z Estonii.

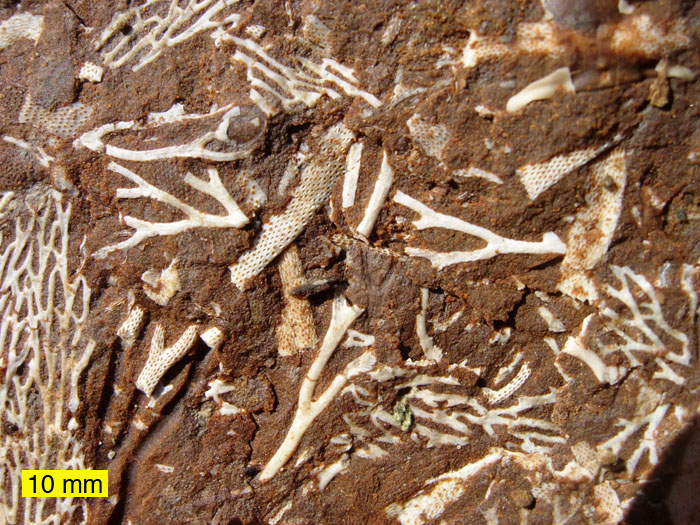
Skamieniałe mszywioły w estońskim kukersycie.

Kukersyt – skała osadowa, odmiana łupka węglowego sapropelowego zawierająca do 75% substancji węglowych.
Występuje w osadach ordowickich północno-wschodniej Estonii (dokładniej w piętrze sandb górnego ordowiku, lokalne piętro Kukruse, tradycyjne oznaczenie C, według dawnego podziału ordowiku część karadoku).